# Jaume Balagueró
Jaume Balagueró (ur. 2 listopada 1968 w Lleidzie) – hiszpański reżyser, scenarzysta i producent filmowy, specjalizujący się w tworzeniu horrorów.

## Życiorys
Dorastał w Barcelonie, gdzie następnie studiował komunikację i fotografię na Uniwersytecie Barcelońskim. W roku 1991 ukończył studia. Rok później pracował jako dziennikarz filmowy, prowadził także program La espuma de los días w Radio Hospitalet.
Karierę filmowca rozpoczął krótkimi metrażami El niño bubónico (1991) i La invención de la leche (1993). W 1994 roku na taśmie 35 mm nakręcił swój trzeci film krótkometrażowy – Alícia, który przyniósł mu nagrodę podczas Festiwalu Filmowego w Sitges. Z pozytywnym przyjęciem spotkał się również czwarty krótkometrażowy projekt reżysera – Days Without Light (1995).
Prawdziwa kariera Balagueró miała się rozpocząć u schyłku tysiąclecia, gdy w roku 1999 powstał horror Bezimienni, oparty na powieści pod tym samym tytułem Ramseya Campbella z 1981 r. Film został zaprezentowany na licznych Festiwalach Filmowych i przyniósł twórcy pokaźną sumę nagród, między innymi laur dla najlepszego filmu podczas Fantasia Festival. Idąc za ciosem, w trzy lata później Balagueró wydał swój kolejny horror – hiszpańsko-amerykańską koprodukcję Ciemność, z Anną Paquin w roli głównej. Dystrybucją filmu zajęła się hollywoodzka wytwórnia Miramax. W roku 2005 wyreżyserował Delikatną, mroczną historię o duchach, w której wystąpiła znana z serialu Ally McBeal aktorka Calista Flockhart. Wyreżyserował i napisał scenariusz także do filmu zatytułowanego Apartament (2006), powstałego w telewizyjnym cyklu Películas para no dormir (6 filmów, które nie dadzą ci zasnąć, w Polsce zaprezentowanym przez stację Canal+).
Prawdziwą sławę przyniósł mu horror REC, nad którym zaczął pracować na początku roku 2007, a który na ekranach hiszpańskich kin zadebiutował już 23 listopada (premiera w Polsce: 14 sierpnia 2008 r.). REC przyniósł filmowcowi już trzecią nagrodę na Festiwalu Filmowym w Sitges oraz wiele innych nagród. Spotkał się także z pozytywnym przyjęciem krytyki i sukcesem kasowym.

## Filmografia
| Tytuł oryginalny                                   | Tytuł polski      | Reżyseria | Scenariusz                 | Produkcja           | Data premiery           |
| -------------------------------------------------- | ----------------- | --------- | -------------------------- | ------------------- | ----------------------- |
| El niño bubónico                                   | –                 | T         | ?                          | ?                   | 1991 r.                 |
| La invención de la leche                           | –                 | T         | ?                          | ?                   | 1993 r.                 |
| Alícia                                             | –                 | T         | T                          | N                   | 1994 r.                 |
| Días sin luz                                       | –                 | T         | T                          | N                   | 1995 r.                 |
| Nova ficció (serial TV), odc. La ciutat de la sort | –                 | T         | T                          | N                   | 13 lutego 1997 r.       |
| Los sin nombre                                     | Bezimienni        | T         | T                          | T                   | 8 października 1999 r.  |
| OT: la película                                    | –                 | T         | N                          | N                   | 20 września 2002 r.     |
| Darkness                                           | Ciemność          | T         | T                          | N                   | 3 października 2002 r.  |
| Frágiles                                           | Delikatna         | T         | T                          | N                   | 2 września 2005 r.      |
| Películas para no dormir: Para entrar a vivir      | Apartament        | T         | T                          | N                   | 21 marca 2006 r.        |
| REC                                                | –                 | T         | T                          | N                   | 29 sierpnia 2007 r.     |
| Quarantine                                         | Kwarantanna       | N         | (materiały do scenariusza) | N                   | 10 października 2008 r. |
| REC 2                                              | –                 | T         | T                          | N                   | 2 września 2009 r.      |
| REC 3: Génesis                                     | REC 3: Geneza     | N         | N                          | (twórczy producent) | 3 marca 2012 r.         |
| REC 4: Apocalipsis                                 | REC 4: Apokalipsa | T         | T                          | N                   | 9 września 2014 r.      |
| Summer Camp                                        | –                 | N         | N                          | T                   | 30 sierpnia 2015 r.     |